# Ibukun Awosika
Ibukun Abiodun Awosika ( Bilkisu Abiodun Motunrayo Omobolanle Adekola  son nom de naissance) née le 24 décembre 1962, est une dirigeante d'entreprise nigériane, auteure, conférencière et spécialiste de la motivation. Elle est présidente de la First Bank of Nigeria.

## Biographie
Troisième d'une fratrie de sept enfants, à Ibadan, la capitale de l'État d'Oyo, elle termine ses études primaires et secondaires à  Lagos et à l'école de filles méthodiste de Yaba, puis poursuit en Chimie à l'université d'Ife (maintenant l'université Obafemi Awolowo). Elle est également titulaire de diplôme de gestion de la Lagos Business School et de l'IESE Business School - Université de Navarre (en Espagne).
Durant son service national obligatoire de la jeunesse, elle travaille comme auditrice stagiaire à Akintola Williams & Co., puis pour Alibert Nigeria Ltd. comme manager de magasin d'exposition,. Intéressée par une activité indépendante, elle crée sa propre entreprise de fabrication de meubles appelée Quebees Limited en 1989, avant de rejoindre The Chair Centre Limited  et, plus tard, SOKOA Chair Centre Limited4,.
En 2008, elle est parmi les cinq entrepreneurs nigérians qui participent à la première version africaine de la Dragon's Den, un jeu de télé-réalité sur le monde des affaires inspiré d'une émission japonaise. Elle participe également un T. V programme télévisuel intitulé Business His Way.
Elle s'impose progressivement au sein des personnalités du monde de l'entreprise, devient membre du Nigerian Economic Summit Group, lieu d'échange sur la coopération des secteurs privés et publics, membre du conseil du fonds souverain du Nigeria, et présidente du conseil d'administration de Women in Management, Business and Public Service, une organisation de femmes à but non lucratif. En 2011, elle co-fonde l'Afterschool Graduate Development Centre (AGDC), pour faciliter l'évolution des carrières au Nigeria.
Le 7 septembre 2015, elle devient la première femme à être nommée Présidente de la First Bank of Nigeria, à la suite de la démission du prince Ajibola Afonja,,.

### Livres
En dehors de son entreprise, Ibukun est un auteur établi. Ses publications incluent:
- The "Girl" Entrepreneurs
- Business His Way

## Prix et distinctions
| Année | Organisation                                                          | Prix                                                | Résultat   |
| ----- | --------------------------------------------------------------------- | --------------------------------------------------- | ---------- |
| 2005  | Thisday. Prix du mérite, annuel                                       | Entrepreneur de L'Année                             | Nomination |
| 2005  | Success Digests Magazine´s Annual Enterprise Award                    | Femme Entrepreneur de l'Année                       | Nomination |
| 2006  | Financial Standard and Pan-African Organisation for Women Recognition | Meilleure Femme Entrepreneur de L'Année             | Nomination |
| 2006  | Fate. Prix de la fondation                                            | Prix de l'Entrepreneur de L'Année                   | Lauréat    |
| 2007  | International Women Society Award                                     | Golden Heart Award                                  | Lauréat    |
| 2008  |                                                                       | International Women Entrepreneurial Challenge Award | Lauréat    |
| 2015  |                                                                       | YNaija.Personnalité de l'année                      | Nomination |